# Amadou Ba (1961)
Ne doit pas être confondu avec Amadou Bâ.
Pour les articles homonymes, voir Ba.
Amadou Ba (), né le 17 mai 1961 à Dakar, est un homme d'État sénégalais.
Membre de l'Alliance pour la République, il est ministre de l'Économie et des Finances de 2013 à 2019 – période durant laquelle l'économie du pays s'améliore – et ministre des Affaires étrangères de 2019 à 2020, sous la présidence de Macky Sall. Amadou Ba est ensuite Premier ministre de septembre 2022 à mars 2024.

## Jeunesse et formation
Amadou Ba naît dans une famille modeste le 17 mai 1961 à Dakar,.
Il obtient un baccalauréat technique de gestion en 1980. Étudiant boursier, Ba décroche une maîtrise en sciences économiques, spécialisation gestion d'entreprises, à l'université Cheikh-Anta-Diop (UCAD) de Dakar, en 1984, et un brevet de l'École nationale d’administration et de magistrature (ENAM) en impôts et domaines, en 1988,.
Amadou Ba suit des formations complémentaires à l'Institut international d'administration publique à Paris et à Baltimore en 1991 et à l'École nationale des impôts à Clermont-Ferrand en 2001,,.

## Carrière professionnelle
Amadou Ba entame sa carrière professionnelle dans l'administration fiscale sénégalaise après l'obtention de son diplôme de l'ENAM en 1988. Il occupe d'abord le poste d'inspecteur stagiaire à Diourbel en 1989, avant d'être promu chef inspecteur du premier secteur de la taxe sur la valeur ajoutée à la Direction générale des impôts et domaines (DGID) à Dakar (1990). Dans les années 1990, il continue à gravir les échelons en prenant successivement les responsabilités de commissaire contrôleur des assurances (1992) puis inspecteur vérificateur à la direction des vérifications et enquêtes fiscales (1994).
En 2002, il est nommé chef du Centre des grandes entreprises de la direction des impôts. En 2004, il devient directeur des impôts pour un an.
En novembre 2006, il est nommé directeur général des impôts et des domaines. Sous sa direction est mis en œuvre un nouveau Code général des impôts, entré en vigueur en janvier 2013. Il obtient de bons résultats à la DGID, où les recettes fiscales sont améliorées en passant de 830 milliards de francs CFA en 2011 à 900 milliards en 2012.
Parallèlement à ses responsabilités administratives, Ba enseigne à l'ENAM, dans le département des impôts et domaines depuis 1992. Il est également formateur au Centre ouest-africain de formation et d'études bancaires (COFEB) de la Banque centrale des États de l'Afrique de l'Ouest (BCEAO) de 1995 à 2000.

## Parcours politique

### Conseiller à la mairie de Dakar
Après avoir été conseiller de la mairie de Dakar, il est sollicité pour son expertise au cours du mandat présidentiel d'Abdoulaye Wade. Dans les années 2000, Amadou Ba met ses ambitions politiques de côté pour se consacrer à sa carrière au sein de administration fiscale[source insuffisante]. C'est à cette période qu'il rencontre Ousmane Sonko, dont il est le supérieur.

### Ministre de l’Économie et des Finances
Le 2 septembre 2013, il est nommé ministre de l’Économie et des Finances dans le gouvernement Touré, pour conduire la « stratégie nationale de développement économique et social » initiée par le président Macky Sall. Il se voit confier la mise en œuvre du Plan Sénégal émergent (PSE),, un programme engagé par Macky Sall visant à transformer l'économie sénégalaise pour la rendre plus compétitive sur le plan international.
En avril 2017, après quatre années de ministère d'Amadou Bâ, l'agence de notation financière Moody's améliore la notation de crédit souverain du Sénégal, la passant de B1 positif à BA3. L'agence justifie cette amélioration par la croissance élevée du pays aidée par les investissements publics (en particulier dans les domaines des infrastructures, du transport et de l'agriculture) et par l'augmentation de la capacité de l'administration fiscale à faire rentrer de l'argent.
Selon la Banque mondiale, la croissance du pays grimpe de 2,4 % en 2013 jusqu'à 7,4 % en 2017, avant de revenir à 6,2 % à la fin de l'année 2018. Aussi, pendant cette période, le déficit budgétaire du Sénégal passe de 5,5 % du PIB en 2013 à 3,7 % en 2018. Sur une période proche, la BCEAO affiche pour le Sénégal le taux d'effort fiscal le plus élevé des États de l'Afrique de l'Ouest, avec un niveau moyen de pression fiscale de 15,75 % sur la période 2014-2019.
Il reçoit en 2017 le prix du meilleur ministre des Finances d'Afrique de l'année à l'occasion de la 11e cérémonie des African Banker Awards, tenue en marge des assemblées annuelles de la Banque africaine de développement, à Ahmedabad.

### Ministre des Affaires étrangères
Le 5 avril 2019, Amadou Ba change de ministère et est nommé ministre des Affaires étrangères du Sénégal. Il est ainsi chef de la diplomatie jusqu'au 1er novembre 2020.
À l'issue des élections législatives de 2022, Amadou Ba est élu député de la XIVe législature, sur la liste de la coalition présidentielle d'Unis par l'espoir (BBY).

### Premier ministre sous la présidence de Macky Sall
Le 17 septembre 2022, Amadou Ba est nommé Premier ministre. Cette désignation le contraint à démissionner de son mandat de député, laissant ainsi sa place au jeune Abdoulaye Diagne. Il devient alors le quatrième Premier ministre du président Macky Sall, après Abdoul Mbaye (2012-2013), Aminata Touré (2013-2014) et Mahammed Dionne (2014-2019),.

### Candidat de la majorité à l'élection présidentielle de 2024
Le 9 septembre 2023, après des consultations avec les représentants de la coalition présidentielle Benno Bokk Yakaar (BBY), Amadou Ba est désigné par le président Macky Sall pour être candidat de la coalition pour l'élection présidentielle de 2024,,,. Toutefois, ce choix d'un technocrate sans expérience électorale est contesté au sein de BBY et Amadou Ba éprouve des difficultés à obtenir le soutien de personnalités de BBY,.
Un mois plus tard, en octobre 2023, Amadou Ba est reconduit dans ses fonctions de Premier ministre par Macky Sall. Il forme alors un second gouvernement, cinq mois avant l'élection présidentielle,.
En février 2024, le président Sall déclenche une crise politique en repoussant l'élection présidentielle prévue ce mois-ci. Le 6 mars, Macky Sall remplace Amadou Ba au poste de Premier ministre par Sidiki Kaba et la date du premier tour de l'élection est fixée au 24 mars. Pendant la campagne, Macky Sall demande aux dirigeants de sa coalition d'apporter un soutien plus affirmé à la candidature de Ba car ce dernier peine toujours à réunir la majorité présidentielle.
Il est battu par Bassirou Diomaye Faye, terminant en deuxième position avec 35,8 % des voix.

## Vie privée
Amadou Ba est marié et père de trois enfants.